# Верх-Чекино
Верх-Чекино — деревня в Кыштовском районе Новосибирской области. Входит в состав Ерёминского сельсовета.

## География
Площадь деревни — 33 гектара.

## Население
| 2002 | 2007 | 2010 |
| ---- | ---- | ---- |
| 103  | ↘46  | ↗47  |

## Инфраструктура
В деревне по данным на 2007 год функционирует 1 учреждение здравоохранения.